# Recharged
Recharged é o segundo álbum de remix feito pela banda americana de rock Linkin Park. Este disco foi lançado oficialmente em 29 de outubro de 2013, pela Warner Bros. Records. As canções nele contidas foram produzidas por Rick Rubin e Mike Shinoda. O álbum possui dez faixas remixadas do quinto trabalho do grupo, o CD Living Things, além de uma canção inédita, "A Light That Never Comes" que conta com a participação do DJ Steve Aoki, que se tornou o primeiro single deste álbum.

## Faixas
| Download digital / CD / Vinil |                                                                           |         |  |
| N.º                           | Título                                                                    | Duração |  |
| 1.                            | "A Light That Never Comes" (com Steve Aoki)                               | 3:49    |  |
| 2.                            | "Castle of Glass" (Remix de M. Shinoda)                                   | 6:20    |  |
| 3.                            | "Lost in the Echo" (Remix de KillSonik)                                   | 5:09    |  |
| 4.                            | "Victimized" (Remix de M. Shinoda)                                        | 3:00    |  |
| 5.                            | "I'll Be Gone" (Remix de Vice) (featuring Pusha T)                        | 4:00    |  |
| 6.                            | "Lies Greed Misery" (Remix de Dirtyphonics)                               | 4:50    |  |
| 7.                            | "Roads Untraveled" (Remix de Rad Omen) (featuring Bun B)                  | 5:28    |  |
| 8.                            | "Powerless" (Remix de Enferno)                                            | 6:07    |  |
| 9.                            | "Burn It Down" (Remix de Tom Swoon)                                       | 4:46    |  |
| 10.                           | "Until It Breaks" (Remix de Datsik)                                       | 6:00    |  |
| 11.                           | "Skin to Bone" (Remix de Nick Catchdubs) (featuring Cody B. Ware e Ryu]]) | 3:54    |  |
| 12.                           | "I'll Be Gone" (Remix de Schoolboy)                                       | 6:11    |  |
| 13.                           | "Until It Breaks" (Remix de Money Mark Headphone)                         | 4:29    |  |
| 14.                           | "A Light That Never Comes" (Reboot de Rick Rubin)                         | 4:40    |  |
| Duração total:                | Duração total:                                                            | 68:43   |  |

## Performance comercial
| Críticas profissionais | Críticas profissionais |
| Avaliações da crítica  | Avaliações da crítica  |
| Fonte                  | Avaliação              |
| ---------------------- | ---------------------- |
| AllMusic               | [ 3 ]                  |
| NME                    | 5/10                   |

O álbum estreou na posição número #10 nas paradas da Billboard 200, após vender mais de 33 000 cópias na sua primeira semana de vendas nos Estados Unidos. Recharged também recebeu criticas variadas dos especialistas.

### Tabelas musicais
| Paradas (2013)                      | Melhor posição |
| ----------------------------------- | -------------- |
| Austrália (ARIA Charts)             | 7              |
| Áustria (Ö3 Austria Top 40)         | 9              |
| Bélgica Flanders (Ultratop 50)      | 28             |
| Bélgica Valônia (Ultratop 40)       | 30             |
| Espanha (PROMUSICAE)                | 33             |
| Finlândia (Suomen virallinen lista) | 38             |
| Países Baixos (MegaCharts)          | 34             |
| Hungria (MAHASZ)                    | 20             |
| Nova Zelândia (RMNZ)                | 9              |
| Suíça (Schweizer Hitparade)         | 6              |
| Estados Unidos (Billboard 200)      | 10             |